# Том Юэлл
Том Юэлл (англ. Tom Ewell; при рождении Сэмюэл Юэлл Томпкинс; 29 апреля 1909[…], Оуэнсборо, Дейвисс, Кентукки — 12 сентября 1994[…], Вудленд-Хиллз, Калифорния) — американский актёр театра, кино и телевидения.
Самой известной ролью Тома Юэлла была роль в фильме 1955 года «Зуд седьмого года» режиссёра Билли Уайлдера, с Мэрилин Монро в главной роли. Он также принимал участие в театральной версии, которая выходила на Бродвее 750 раз перед выпуском фильма, и за которую он получил премию Тони 1953 года за лучшую мужскую роль.
Том Юэлл дебютировал в театре 1934 году, а в кино — в 1940 году. В 1960—1961 годах у него была своя программа «Том Юэлл показывает», которая выходила 32 раза. Его последней работой была небольшая роль в сериале «Она написала убийство» (серия 1986 года).

## Фильмография
- 1949 — Ребро Адама
- В поисках завтрашнего дня
- 1955 — Зуд седьмого года (The Seven Year Itch)
- 1956 — Эта девушка не может иначе (The Girl Can’t Help It)
- 1974 — Великий Гэтсби
- Баретта
- Остров фантазий